# Pachira nervosa
Pachira nervosa är en malvaväxtart som först beskrevs av Hendrik Uittien, och fick sitt nu gällande namn av J.L. Fernandez-alonso. Pachira nervosa ingår i släktet Pachira och familjen malvaväxter. Inga underarter finns listade i Catalogue of Life.